# Большой Двор (Архангельская область)
Большой Двор — деревня в Коношском районе Архангельской области. Входит в состав Ерцевского сельского поселения.

## География
Находится в юго-западной части Архангельской области на расстоянии приблизительно 13 км на юго-запад по прямой от административного центра района поселка Коноша.

## История
В 1859 году здесь (деревня Кадниковского уезда Вологодской губернии) было учтено 18 дворов.

## Население
Численность населения: 131 человек (1859 год), 0 как в 2002 году, так и в 2010.